# Vibo Valentia
Vibo Valentia (Hipponion în greacă veche) este un oraș din Italia.

## Obiective turistice
- Castelul Norman-Șvabiu - pentru zidirea castelului au fost folosite materiale din templele grecești, distruse de cutremurul din 1783.
- Resturile templului grecesc - în Parcul Rimembranze, lângă școala de polițiă.
- Zidurile lui Hipponion - a rămas numai un segment de 400 de metri cu circa 10 metri înălțime, în via Paolo Orsi.
- Resturile unei vile romane - unde se pot vedea cele mai frumoase mozaice romane din Calabria, în via S. Aloe, vis a vis cu questura.
- Castelul de Bivona- zidit pentru ocrotirea portului, în localitatea Bivona.
- Poartă și Turnul D'Apice - fac parte din zidurile Evului Mediu, în via Conte D'Apice (Centrul Istoric).
- Arcul Marzano - face parte din zidurile Evului Mediu, în via G. B. Marzano (Centrul Istoric).
- Catedrala Santa Maria Maggiore e San Leoluca- a 16-a sculptură a Madonnei della Neve.
- Mănăstirea Santa Ruba - construită de Calixt al II-lea în stil oriental.
- Mănăstirea Rozariului - originală în stil gotic, refăcută după cutremurul din 1783

## Orașe înrudite
- Ituzaingó, Provincia Corrientes
- Corleone, provincia Palermo
- Cracovia, Voievodatul Polonia Mică
- Ruda Śląska, Voievodatul Silezia
- Vrnjačka Banja, Districtul Raška

## Demografie
Vibo Valentia - evoluția demografică

|  | Graficele sunt indisponibile din cauza unor probleme tehnice. Mai multe informații se găsesc la Phabricator și la wiki-ul MediaWiki. |

Date: Recensăminte sau birourile de statistică - grafică realizată de Wikipedia

## Galerie foto

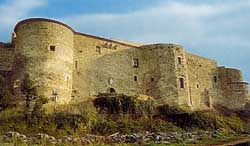
Castelul Norman-Hoehenstaufen
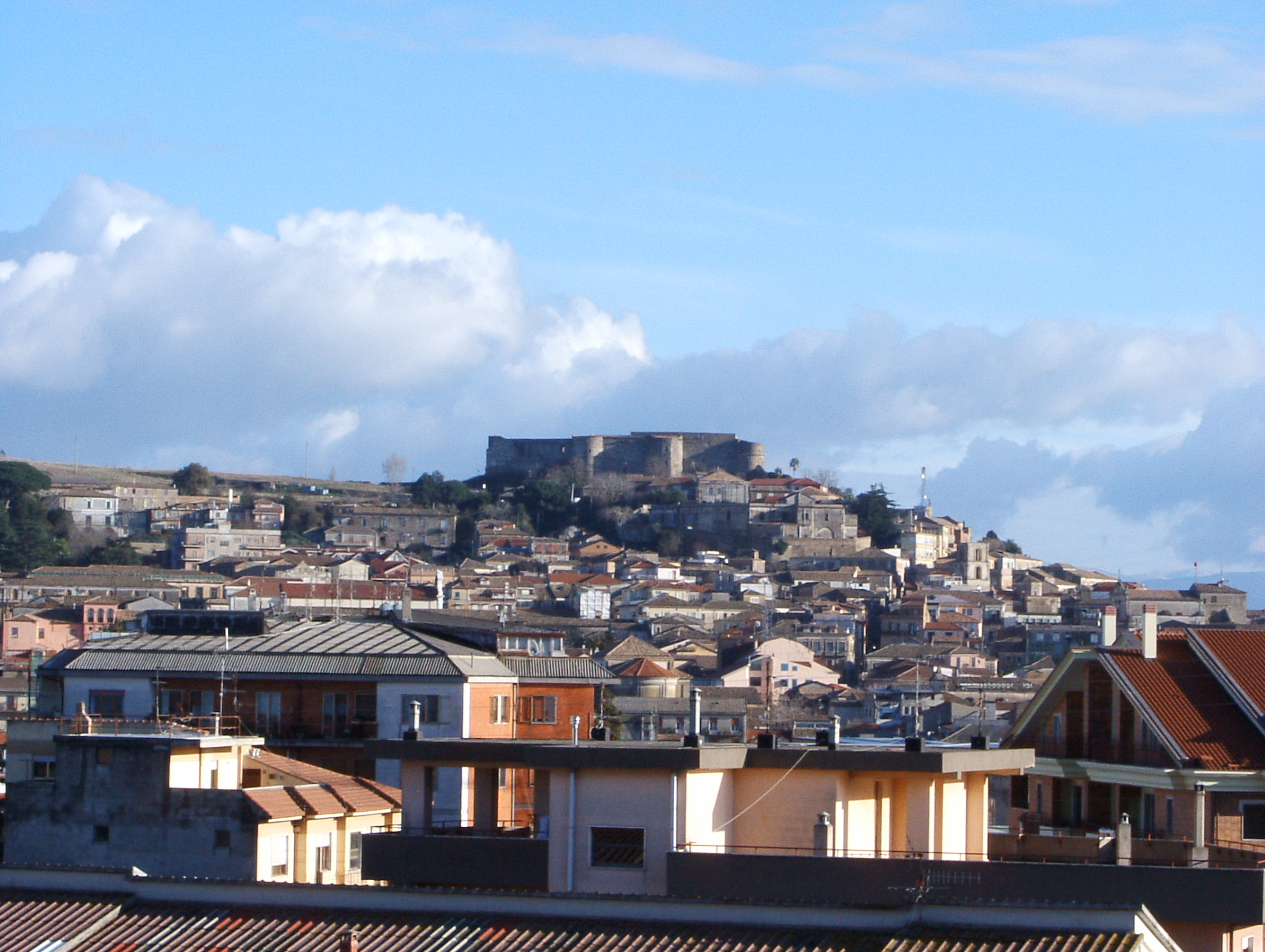
Panoramă
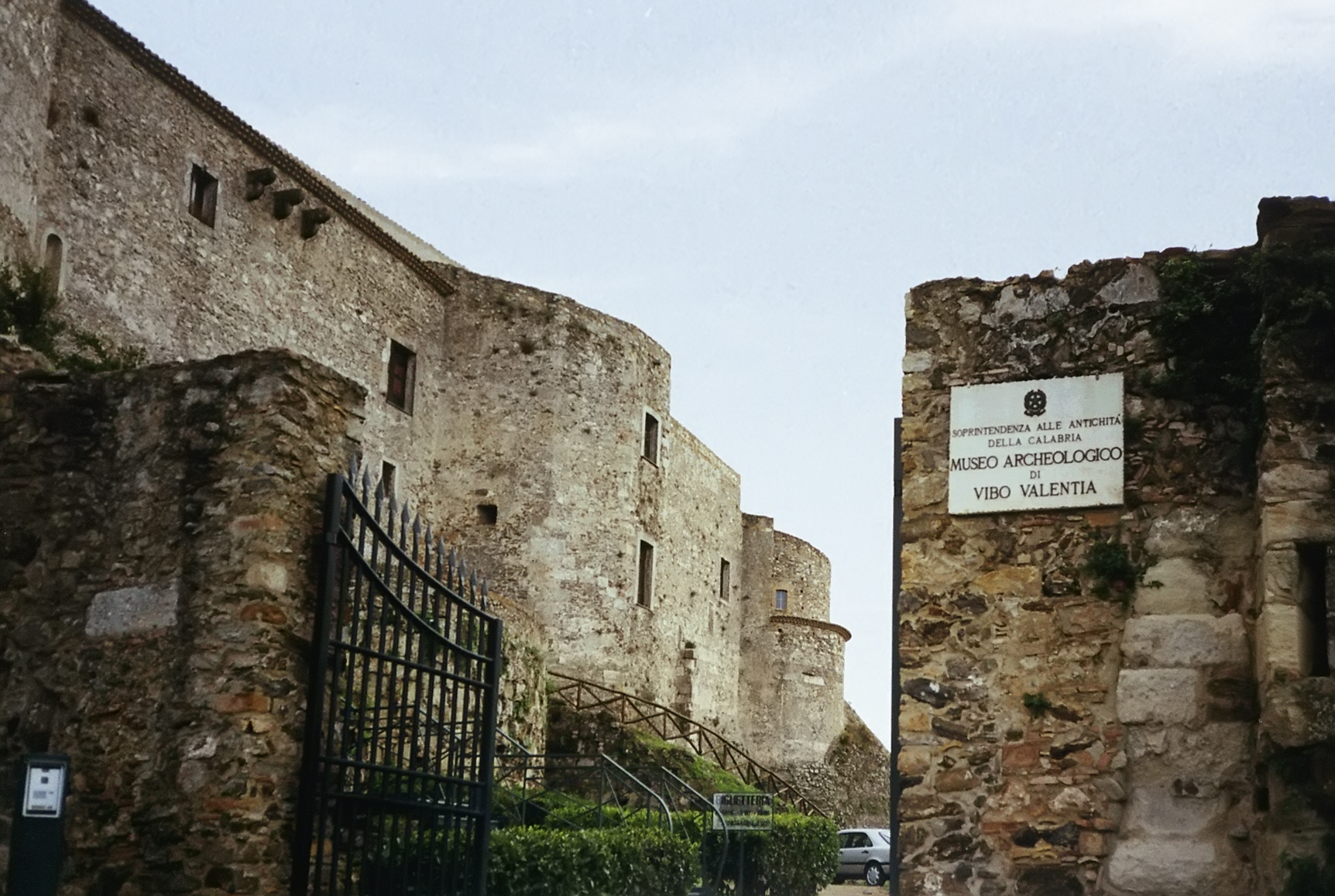
Castel din Vibo Valentia